# 布尔巴基全景馆

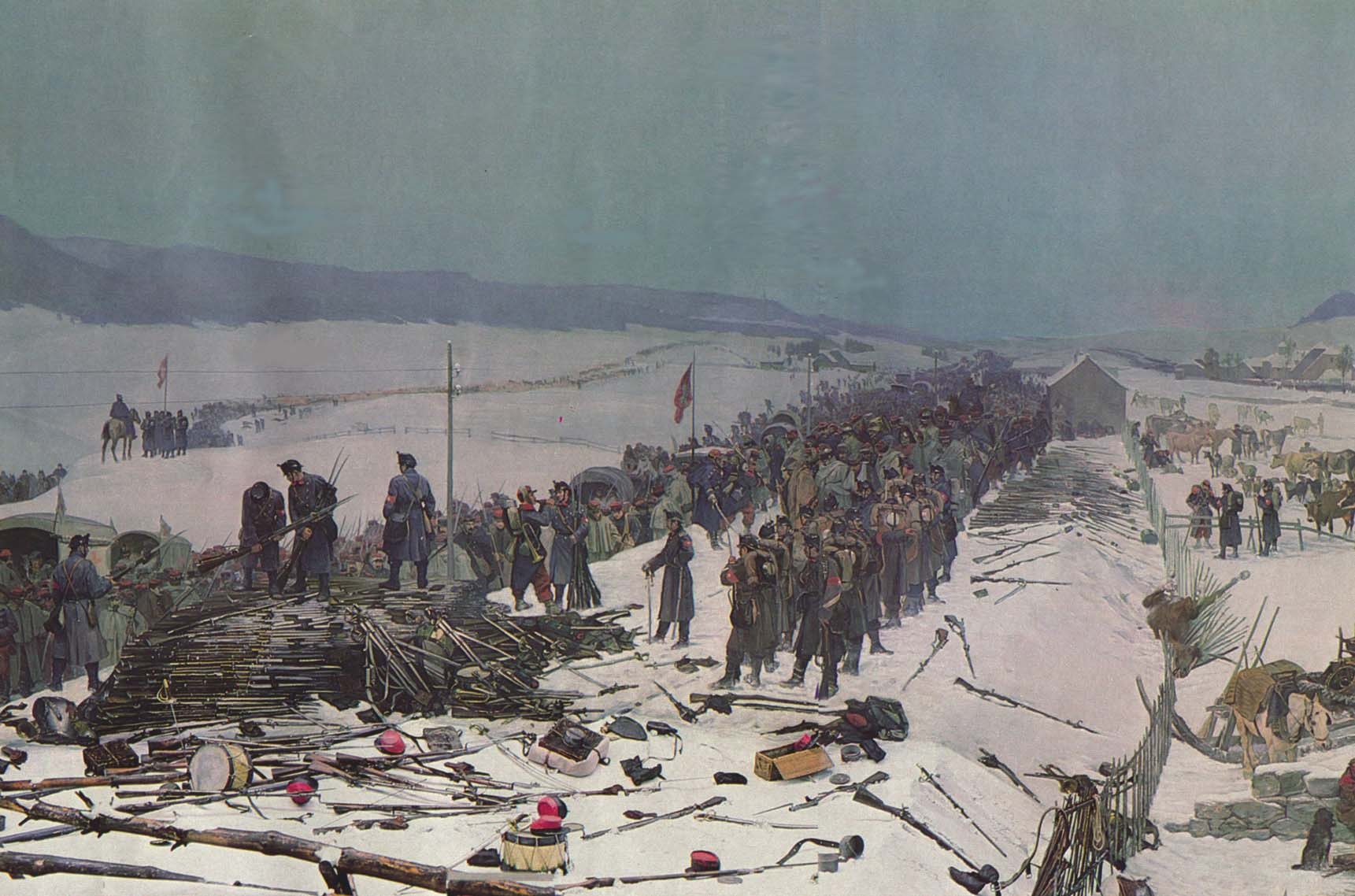
展示普法戰爭的畫作

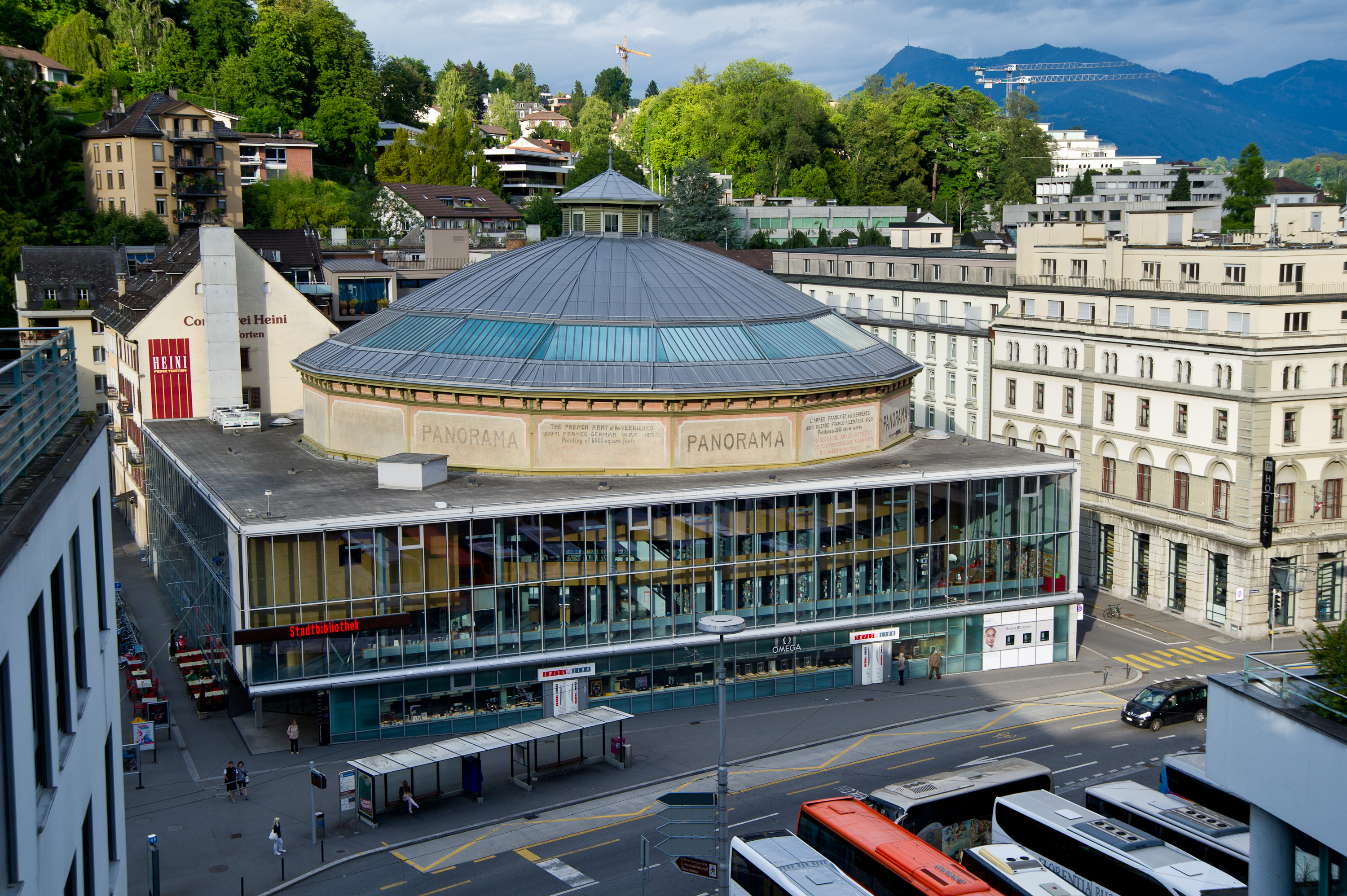
場館外景

布尔巴基全景馆（英語/德語：Bourbaki-Panorama）是一个大型360度全景壁画博物馆，位于瑞士卢塞恩。

## 历史
这幅壁画由画家爱德华·卡斯特尔创作于1881年，长112米，高10米，描绘1870-71年普法战争期间，布尔巴基将军指挥一支战败的法国军队转移到瑞士，接受红十字会照顾的情景。